# RGR
RGR (англ. Retinal G protein coupled receptor) – білок, який кодується однойменним геном, розташованим у людей на короткому плечі 10-ї хромосоми. Довжина поліпептидного ланцюга білка становить 291 амінокислот, а молекулярна маса — 31 874.
| 10         |  | 20         |  | 30         |  | 40         |  | 50         |
| ---------- |  | ---------- |  | ---------- |  | ---------- |  | ---------- |
| MAETSALPTG |  | FGELEVLAVG |  | MVLLVEALSG |  | LSLNTLTIFS |  | FCKTPELRTP |
| CHLLVLSLAL |  | ADSGISLNAL |  | VAATSSLLRR |  | WPYGSDGCQA |  | HGFQGFVTAL |
| ASICSSAAIA |  | WGRYHHYCTR |  | SQLAWNSAVS |  | LVLFVWLSSA |  | FWAALPLLGW |
| GHYDYEPLGT |  | CCTLDYSKGD |  | RNFTSFLFTM |  | SFFNFAMPLF |  | ITITSYSLME |
| QKLGKSGHLQ |  | VNTTLPARTL |  | LLGWGPYAIL |  | YLYAVIADVT |  | SISPKLQMVP |
| ALIAKMVPTI |  | NAINYALGNE |  | MVCRGIWQCL |  | SPQKREKDRT |  | K          |

A: Аланін

C: Цистеїн

D: Аспарагінова кислота

E: Глутамінова кислота

F: Фенілаланін

G: Гліцин

H: Гістидин

I: Ізолейцин

K: Лізин

L: Лейцин

M: Метіонін

N: Аспарагін

P: Пролін

Q: Глутамін

R: Аргінін

S: Серин

T: Треонін

V: Валін

W: Триптофан

Кодований геном білок за функціями належить до рецепторів, g-білокспряжених рецепторів, білків внутрішньоклітинного сигналінгу. 
Задіяний у такому біологічному процесі, як альтернативний сплайсинг. 
Білок має сайт для зв'язування з хромофором. 
Локалізований у мембрані.